# Piano Forest - Il piano nella foresta
Piano Forest - Il piano nella foresta (ピアノの森?, Piano no Mori) è un film anime del 2007 diretto da Masayuki Kojima e prodotto dallo studio di animazione giapponese Madhouse. Alla colonna sonora ha collaborato il pianista Vladimir Davidovič Aškenazi.
Il film è stato presentato per la prima volta al di fuori del Giappone il 19 gennaio 2008 al Future Film Festival di Bologna, in versione con audio originale e sottotitoli in italiano; nel 2009 è stato distribuito in Italia per il mercato home video da Kazé.
Il film è la trasposizione cinematografica del manga Piano no Mori di Makoto Isshiki, serializzato dal 1998 dall'editore giapponese Kōdansha inizialmente su Young Magazine Uppers (ヤングマガジンアッパーズ?) poi sul settimanale Shūkan Mōningu (週刊モーニング?).

## Trama
Shûhei Amamiya è un ragazzo delle elementari proveniente da una famiglia benestante di musicisti. Si è appena trasferito da Tokyo con la madre in una piccola città per accudire la nonna malata ed ha quindi dovuto cambiare scuola ed amicizie. Suona il pianoforte da quando era molto piccolo per molte ed interminabili ore al giorno, ma non lo fa per divertimento perché si è reso subito conto che il suo destino e la sua missione è di diventare un grande pianista come il padre o forse anche di più: il più grande pianista del Giappone.
Kai Ichinose è invece un ragazzino spensierato sempre pronto ad azzuffarsi con i compagni di classe. Proviene da una famiglia disagiata (sua madre è una prostituta), frequenta saltuariamente la scuola e sembrerebbe che la musica classica fosse l'ultimo dei suoi interessi, ma quando Shûhei lo sente suonare il misterioso grande pianoforte abbandonato nella foresta vicino alla città capisce subito quanto sia grande il talento dell'amico.
Quando il grande maestro di pianoforte Sosuke Ajino rifiuta di seguire Shûhei, ma decide di insegnare a Kai i rudimenti della musica (il ragazzo non sa leggere neppure gli spartiti) per portarlo al concorso pianistico nazionale, Shûhei Amamiya se la prende un po' ma capisce che in fondo la scelta del maestro è quella giusta.
Al concorso pianistico si presenta anche Shûhei: la sua è un'esecuzione perfetta eseguita con estrema perizia, che lo fa arrivare al primo posto. Kai invece, con la sua esecuzione istintiva, geniale e in parte sregolata non riesce neppure a qualificarsi per la finale nazionale. Quando però Kai si congratula sinceramente con l'amico, Shûhei che ha ascoltato rapito la sua incredibile esecuzione, si rende conto con tristezza che nonostante tutta la sua ferrea disciplina e i sacrifici passati e futuri per migliorare la sua tecnica, non sarebbe mai diventato il più grande pianista del Giappone, sarebbe stato sempre inferiore a Kai, per il cui immenso talento forse anche l'intero Giappone sarebbe presto diventato troppo piccolo.